# أرييل دومباسل
أرييل دومباسل (بالفرنسية: Arielle Dombasle)‏ هي ممثلة ومغنية ومخرجة وعارضة أزياء أمريكية ولدت في يوم 27 أبريل 1953 في مدينة هارتفورد في ولاية كونيتيكت في الولايات المتحدة، مثلت في فلم Pauline at the Beach في سنة 1983 وفي فيلم The Blue Villa في سنة 1995 ومثلت في مسلسل Miami Vice في سنة 1989، كما أنتجت عدة ألبومات غنائية.

## روابط خارجية
- أرييل دومباسل على موقع IMDb (الإنجليزية)
- أرييل دومباسل على موقع ميتاكريتيك (الإنجليزية)
- أرييل دومباسل على موقع روتن توميتوز (الإنجليزية)
- أرييل دومباسل على موقع قاعدة بيانات الأفلام العربية
- أرييل دومباسل على موقع ألو سيني (الفرنسية)
- أرييل دومباسل على موقع ميوزك برينز (الإنجليزية)
- أرييل دومباسل على موقع أول موفي (الإنجليزية)
- أرييل دومباسل على موقع قاعدة بيانات الأفلام السويدية (السويدية)
- أرييل دومباسل على موقع إن إن دي بي (الإنجليزية)
- أرييل دومباسل على موقع ديسكوغز (الإنجليزية)